# Richard Morris Hunt

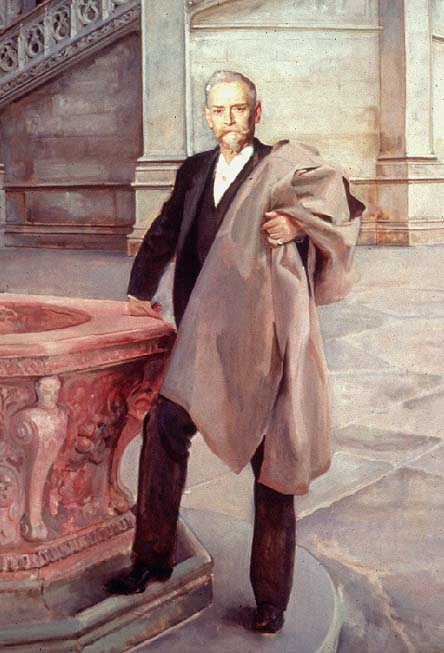
John Singer Sargent: Porträt von Richard Morris Hunt, Öl auf Leinwand, 1895

Richard Morris Hunt (* 31. Oktober 1827 in Brattleboro, Vermont; † 3. Juli 1895 in Newport, Rhode Island) war ein US-amerikanischer Architekt. Er gehört der Vermonter Familie Hunt an.

## Leben

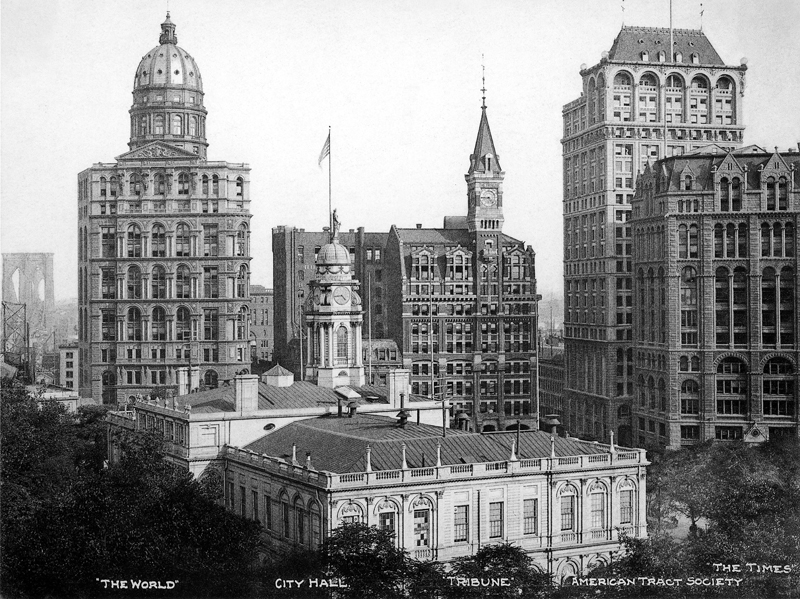
The Tribune Building in New York City (um 1900) in der Newspaper Row nahe der Brooklyn Bridge. Es ist das mittige Hochhaus mit spitzem Turm. Das links zu sehende New York World Building musste 1955 einer Auffahrrampe und das Tribune Building in den 1960er-Jahren dem Neubau der Pace University weichen. Davor sieht man die City Hall im City Hall Park.

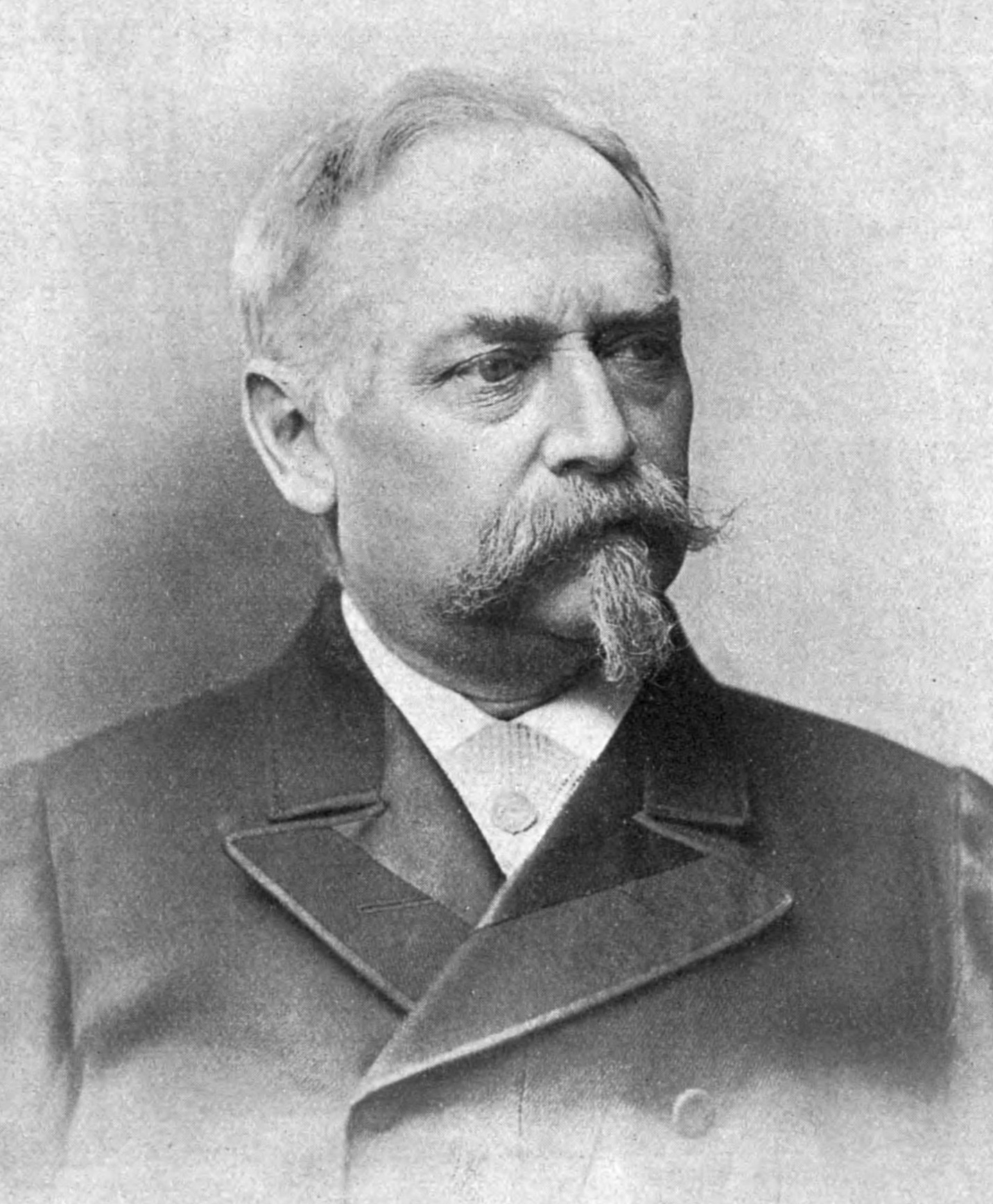
Richard Morris Hunt

Richard Morris Hunt war das vierte von fünf Kindern des Kongressmitgliedes Jonathan Hunt und seiner Ehefrau Maria Jane Leavitt. Seine Mutter stammte aus einer einflussreichen Familie in Connecticut. Nach dem frühen Tod seines Vaters wuchs er mit seinen Geschwistern, darunter seinem älteren Bruder William, in der Schweiz und Frankreich auf.
Richard Morris Hunt war der erste Amerikaner, der Architektur, Malerei und Bildhauerei an der École des Beaux-Arts in Paris studierte. Nach seiner Rückkehr nach New York City galt er bald als prominentester Architekt in der Stadt. Schon zu Beginn seiner Karriere entwarf Hunt eine Reihe von Avantgarde-Gebäuden, der die französisch architektonischen Ideen nach Amerika brachte. Hunt erhielt mehrere wichtige Kommissionen während seiner Karriere, unter anderem entwarf er den ersten Wolkenkratzer, das Tribune Building (1876), die Eingangflügel des Metropolitan Museum of Art (1895–1902), die Basis für die Statue of Liberty (1881–1885) und der World Columbian Exposition Administration Building (1891–1893). Er war der Entdecker und Förderer des österreichischen Bildhauers Karl Bitter.
Richard Morris Hunt war mit Catherine Howland verheiratet, auf deren Landsitz in Hilltop Estate das Paar lebte. Die Ehe, die allen Berichten zufolge glücklich verlief, blieb kinderlos. Er starb an den Folgen eines Herzinfarkts. Im Central Park, ein Landschaftspark in New York City, wurde ihm zu Ehren ein Denkmal aufgestellt. Der verantwortliche Künstler war der Bildhauer Daniel Chester French (1850–1931).

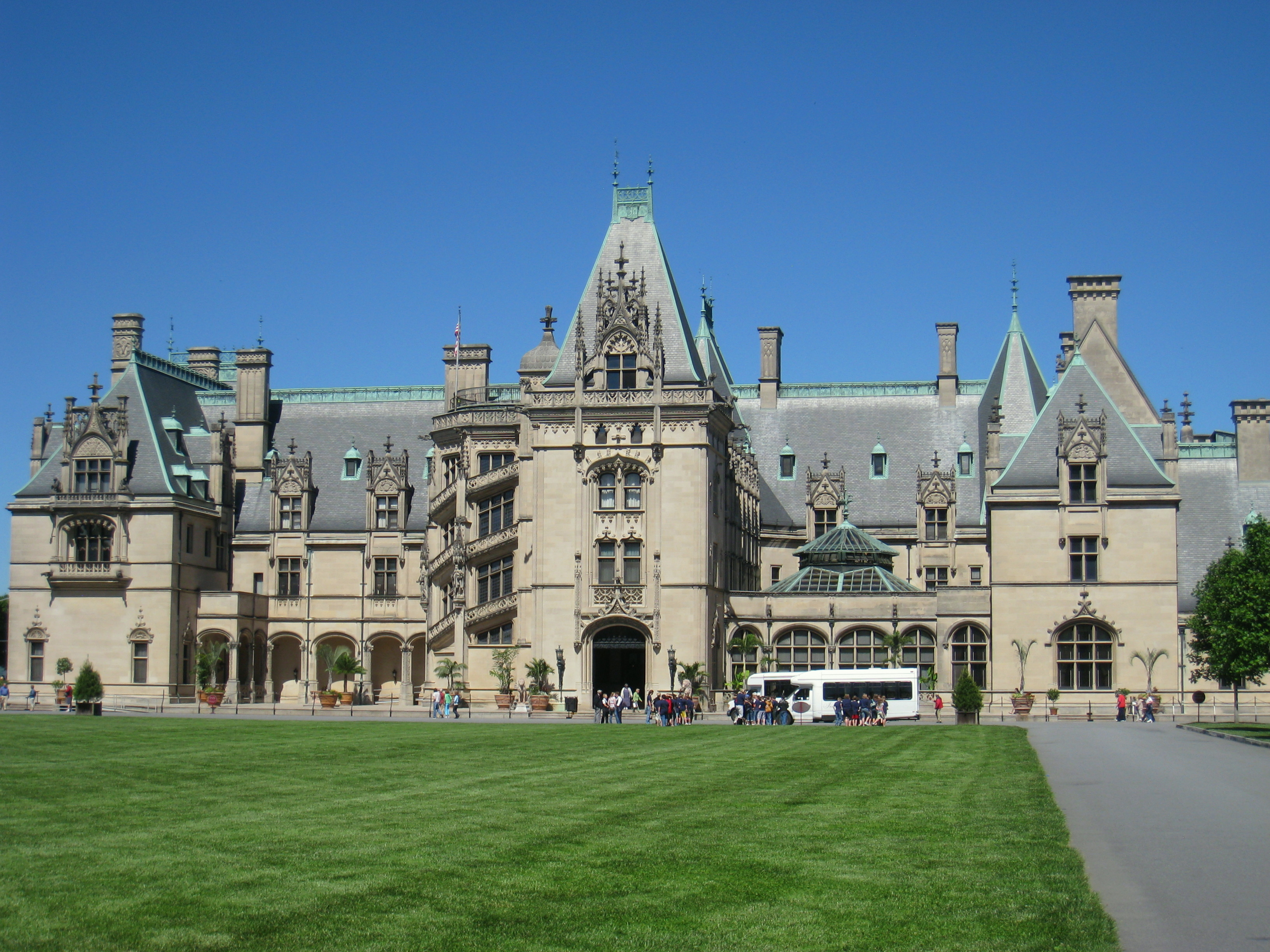
Biltmore Estate in North Carolina

## Gebäude (Auswahl)
- 1870–1873: Stuyvesant Building in New York
- 1873–1874: Roosevelt Building in New York
- 1873–1876: New York Tribune Building in New York
- 1879–1883: Cornelius Vanderbilts II Herrenhaus an der Fifth Avenue in New York
- 1893–1895: Cornelius Vanderbilts II The Breakers in Newport
- 1888–1892: William K. Vanderbilts Marble House in Newport
- 1888–1895: George Washington Vanderbilts II Biltmore Estate in Asheville

## Ehrungen
- Mitglied des Royal Institute of British Architects, London
- Mitglied der Royal Academy of Arts, London
- Mitglied der Académie des Beaux-Arts, Paris (1893)